# Покровское (Болховский район)
Покровское — опустевшее село в Болховском районе Орловской области. Входит в состав Однолуцкого сельского поселения. Население — 0 чел. (2010).

## География
Село находится в северной части Орловской области, в лесостепной зоне, в пределах центральной части Среднерусской возвышенности и расположено на берегу реки Березуйка. К селу примыкает с южной стороны деревня Сидоровка.
Географическое положение: в 13 километрах от районного центра — города Болхов, в 48 километрах от областного центра — города Орёл и в 279 километрах от столицы — Москвы.
Часовой пояс
посёлок Калинина, как и вся Орловская область, находится в часовой зоне МСК (московское время). Смещение применяемого времени относительно UTC составляет +3:00.

## Население
| 2010 |
| ---- |
| 0    |

Согласно данным переписи 2002 года и переписи 2010 года, населения нет. Также не было зафиксировано население у соседней деревни Сидоровка.